# Pole Position (serie animata)
Pole Position è una serie televisiva d'animazione e il nome di una proprietà di giocattoli Hasbro, e prodotta da DiC Entertainment, composta da una sola stagione per 13 episodi nel 1984.

## Trama
Lo serie presenta i Darretts, una famiglia di combattenti polizieschi acrobatici, che hanno indagato e contrastato le azioni illecite mentre operavano sotto lo spettacolo itinerante noto come "Pole Position Stunt Show", che è stato sponsorizzato dal governo degli Stati Uniti per dare copertura per la loro attività investigativa e fornire manutenzione per i veicoli più richiesti. I Darretts avevano due figli adulti e un terzo figlio di età molto più giovane. Un incidente stradale mise fine alla vita dei genitori e il fratello minore del padre, noto come Zio Zack, prese in carico lo spettacolo acrobatico. Disse che ora che il patriarca e sua moglie erano morti, spettava ai due figli adulti, Tess e Dan, continuare l'opera pericolosa e orgogliosa dei loro genitori.

## Personaggi
- Tess Darrett
- Dan Darrett
- Daisy Darrett
- Dr. Zachary Darrett
- Kuma
- Wheels
- Roadie

## Episodi
1. The Code
2. The Canine Vanishes
3. The Chicken Who Knew Too Much
4. Strangers on the Ice
5. The Race
6. The Thirty-Nine Stripes
7. The Thirty-One Cent Mystery
8. Dial M for Magic
9. The Bear Affair
10. To Clutch a Thief
11. The Secret
12. Shadow of a Trout
13. The Trouble with Kuma